# Garnett (Kansas)
Garnett is een plaats (city) in de Amerikaanse staat Kansas, en valt bestuurlijk gezien onder Anderson County.

## Demografie
Bij de volkstelling in 2000 werd het aantal inwoners vastgesteld op 3368.
In 2006 is het aantal inwoners door het United States Census Bureau geschat op 3280, een daling van 88 (-2.6%).

## Geografie
Volgens het United States Census Bureau beslaat de plaats een oppervlakte van
8,0 km², waarvan 7,8 km² land en 0,2 km² water.

## Plaatsen in de nabije omgeving
De onderstaande figuur toont nabijgelegen plaatsen in een straal van 24 km rond Garnett.

## Geboren
- Sam Brownback (12 september 1956), politicus
- Arthur Capper (14 juli 1865), politicus